# 38 Batalion Łączności i Ubezpieczenia Lotów
38 batalion łączności i ubezpieczenia lotów – samodzielny pododdział łączności Wojska Polskiego.

## Odznaka pamiątkowa
Odznakę stanowi czarno-granatowa tarcza o wymiarach 40x40 mm ukośnie podzielona. Na tarczy czerwony gryf w złotym obrysie, trzymający biało-czerwoną szachownicę wystającą poza obrys tarczy. U góry tarczy data 30 04 1969. Pod gryfem stylizowane litery BŁ. W centrum odznaki srebrzona oznaka korpusu wojsk łączności. Odznaka wykonana została  w pracowni grawerskiej Jarosława Jakubowskiego w Poznaniu.